# Vibe-Hastrup
Vibe-Hastrup's kemiske Fabriker I/S var en dansk fabrik, der blev grundlagt i 1895 og blandt andet producerede skosværte, lakker og voks.
Fabrikken var grundlagt i 1895 af cand.pharm. Frederik Vibe-Hastrup (f. 4. aug. 1855, d. 1904). Efter grundlæggerens død i 1904 overtoges virksomheden af hans enke, fru Betty
Vibe-Hastrup (f. 28. marts 1860, d. 1942); medens den daglige ledelse af fabrikerne varetoges af grundlæggerens 3 sønner, C. Vibe-Hastrup (f. 4. sept. 1883), Edvard Vibe-Hastrup (f. 5. febr. 1885, d. 13. maj 1949) og Erik Vibe-Hastrup. Efter fru Betty Vibe-Hastrups død i 1942 overgik virksomheden til børnene, ovennævnte C. Vibe-Hastrup og Edvard Vibe-Hastrup, overretssagfører Johs. Vibe-Hastrup (f. 1886), ovennævnte Erik Vibe-Hastrup samt tandlæge, dr. chir. dent. Ove Vibe-Hastrup (f. 1890), fru Clara Rizzo og fru Vibeke Ringsted. 
Fabrikken lå på Howitzvej 52 på Frederiksberg. Komplekset var tegnet 1910 af Ejnar Thuren og er nedrevet. I dag ligger et alment boligbyggeri på grunden.